# Санкции в связи со вторжением России на Украину (3 пакет)
Третий пакет санкций в связи со вторжением России на Украину был принят с 26 февраля по 8 марта 2022 года за вторжение на Украину и расширен с 9 по 14 марта 2022 года.

## Хронология

### 26 февраля 2022 года
Председатель Еврокомиссии Урсула фон дер Ляйен объявила о введении нового пакета санкций. Совместные санкции США, ЕС, Канады и Великобритании:
- замораживают резервы ЦБ РФ, находящиеся в банках стран G7 (речь идёт о половине резервов ЦБ)[2][3]
- отменяют программу «золотых паспортов» для инвесторов из России[4]
- отключают часть российских банков от системы SWIFT[5], а именно: ВТБ, «Открытие», «Новикомбанк», «Совкомбанк», «Промсвязьбанк»

Автономные датские Фарерские острова заявили о присоединении к санкциям.
Официальный представитель МИД КНР Хуа Чуньин заявила, что «Китай всегда выступает против любых незаконных односторонних санкций». Несмотря на это, Industrial and Commercial Bank of China, Bank of China и China Construction Bank начали ограничивать транзакции с Россией. Схожую позицию заняли и другие китайские банки. Также Китай отказал авиакомпаниям из России в поставках комплектующих для самолётов, а государственная группа «Sinopec» приостановила переговоры о крупных инвестициях в нефтехимию и сбыт газа в России. С 11 марта Китайская валютно-торговая система вдвое расширила валютный коридор юаня к рублю. Китайская платежная система UnionPay поставила на паузу переговоры о сотрудничестве с российскими банками, попавшими под санкции. А 2 апреля директор департамента Европы МИД КНР Ван Лутун заявил, что Китай не будет «делать что-либо специально в обход санкций США и Запада в отношении России». С 13 июня Bank of China ограничил для клиентов российских банков возможность переводить юани в ЕС, США, Великобританию и Швейцарию. В январе 2024 государственные банки Китая ужесточили ограничения на финансирование российских клиентов после того, как США санкционировали вторичные санкции в отношении зарубежных финансовых компаний, которые помогают Москве в военных действиях на Украине. В феврале 2024 года Промышленный и коммерческий банк Китая, China Construction Bank и Bank of China перестали принимать платежи из российских кредитных организаций, попавших под санкции.
- Специальный административный район КНР Гонконг рекомендует своим трейдерам предпринимать комплекс мер предосторожности, чтобы соблюдать международные санкции против России и определить, попадает ли под действие установленных санкций та или иная сделка с участием российских контрагентов или активов[17]. В то же время глава администрации Гонконга Джон Ли Качхиу заявил, что Гонконг будет исполнять только санкции ООН[18].

Организация экономического сотрудничества и развития окончательно отказала России в членстве. Совет ОЭСР попросил её генерального секретаря предпринять необходимые шаги для закрытия московского офиса организации и отозвать все приглашения России на министерском и ведомственном уровнях. Кроме того, он призвал не заключать с РФ новых соглашений о добровольных взносах и остановить все ещё не начатые проекты, финансируемые посредством взносов Москвы.

### 28 февраля 2022 года
ЕС объявил о запрете вещания Russia Today, Sputnik и их дочерних организаций на своей территории, закрытии неба ЕС для самолётов, связанных с Россией, заморозке активов высокопоставленных российских чиновников, представителей российской элиты, а также членов их семей и пособников, и об ограничении выдачи им «золотых паспортов». В санкционный список, в частности, вошли пресс-секретарь президента Путина Дмитрий Песков; девять крупнейших предпринимателей страны: глава совета директоров «Северстали» Алексей Мордашов, глава «Роснефти» Игорь Сечин, совладелец «Альфа-Групп» Михаил Фридман, глава «Транснефти» Николай Токарев, совладелец «USM Holdings» Алишер Усманов, бывший глава совета директоров «Альфа-банка» Пётр Авен, владелец «Volga Group» Геннадий Тимченко, глава совета директоров АО «Международный аэропорт Шереметьево» Александр Пономаренко, председатель ПАО «Промсвязьбанк» Пётр Фрадков; виолончелист Сергей Ролдугин, депутат Андрей Турчак, режиссёр Тигран Кеосаян, телеведущая Ольга Скабеева, депутат Захар Прилепин, страховая компания «Согаз». Им запрещён въезд в страны ЕС, у них замораживаются все активы на территории ЕС.
Австралия ввела санкции против Путина и ряда лиц из его окружения, запретив им въезд, предусматривается также блокировка их возможных активов. Кроме того, под австралийские санкции попали 13 белорусских физических и юридических лиц, в том числе министр обороны Виктор Хренин.
Южная Корея и Сингапур также заявили о введении санкций против России (запрет поставок продукции военного и двойного назначения). Кроме того, власти Южной Кореи заявили, что поддержат отключение российских банков от SWIFT.
Япония присоединилась к санкциям против российского Центробанка
США запретили операции с ЦБ РФ, министерством финансов РФ и Фондом национального благосостояния, а также ввели санкции против РФПИ и его главы Кирилла Дмитриева.
Швейцария присоединилась ко второму пакету санкций ЕС:
- запрет своим банкам принимать новые средства от физических и юридических лиц, попавших в санкционный список ЕС[34]
- персональные санкции против президента России Владимира Путина, премьер-министра Михаила Мишустина и министра иностранных дел Сергея Лаврова[33]
- запрет на въезд в страну пяти российским «олигархам, близким к Путину», точный список не разглашается из соображений конфиденциальности[33]

Монако также присоединилось к санкциям ЕС.
Также к санкциям ЕС и США присоединились Албания, Северная Македония и частично признанная Республика Косово.
Великобритания закрыла свои морские порты для судов, связанных с РФ и запретила экспорт высокотехнологичных товаров: микроэлектроники, морского и навигационного оборудования.
Государственный пенсионный фонд Норвегии заявил о выводе всех своих активов из России (по состоянию на конец 2021 года — 2,83 миллиарда долларов).
Турция ограничила движение российских военных судов через Черноморские проливы согласно Конвенции Монтрё о статусе проливов. В то же время турецкие официальные представители объявили, что не станут вводить против России санкций по образцу западных стран, но и не позволят обходить ограничения через Турцию. В то же время в сентябре 2022 года турецкие государственные Ziraat Bank, VakıfBank и Halkbank прекратили обслуживание клиентов с картами «Мир». В дальнейшем турецкие банки также стали отказываться открывать корсчета в лирах российским банкам, которые находятся под санкциями. 9 марта 2023 года Турция внезапно остановила транзит в Россию санкционных грузов, в том числе тех, что отправлялись по каналам параллельного импорта. А 14 марта запретила заправку и сопутствующие услуги для частных, грузовых, коммерческих, чартерных самолётов, произведенных в США, или самолётов, произведенных в любой другой стране и содержащих более 25 % деталей американского происхождения, если они направляются в Россию и Беларусь.

### 1 марта 2022 года
ЕС отключил от SWIFT семь российских банков с 12 марта 2022 года: ВТБ, «Россия», «Открытие», Новикомбанк, Промсвязьбанк, Совкомбанк и ВЭБ.РФ. Также он запретил продавать, поставлять, передавать и экспортировать в Россию банкноты евро. Запрет касается физических или юридических лиц, организаций и органов в России, включая Правительство России и Центральный банк России, или для использования в России.
Албания, Босния и Герцеговина, Исландия, Лихтенштейн, Норвегия, Северная Македония, Украина и Черногория присоединились к санкциям ЕС против России от 23 и 25 февраля. Грузия присоединилась только к санкциям введённым ЕС 23 февраля в привязке к неподконтрольным украинскому правительству районам Донецкой и Луганской областей. Кроме того, исландский государственный монополист в сфере продажи алкогольной продукции Vínbúðin убрал из продажи водку «Русский Стандарт».
Канада объявила о запрете российским судам заходить в порты Канады и её внутренние воды.
Великобритания ввела санкции против РФПИ и его главы Кирилла Дмитриева.
Частично признанная Китайская Республика (Тайвань) заявила, что в вопросе отключения от SWIFT будет «сотрудничать» с тем, что решили западные страны.
Государственная железнодорожная компания Финляндии VR Group прекратила связь с Российскими железными дорогами, за исключением связи, необходимой для трансграничного сообщения.
Совет европейских национальных реестров доменов верхнего уровня приостановил членство Координационного цента национального домена сети Интернет.
Международная федерация кошек запретила допуск кошек, хозяева которых живут в России, к выставкам FIFe за пределами РФ. Также ни одна кошка, выведенная в России или принадлежащая российским гражданам, не может быть вывезена или зарегистрирована в какой-либо родословной книге FIFE за пределами России.
Международная ассоциация рынков капитала приостановила членство российских участников и приостанаила участие российских организаций в деятельности своих рабочих групп.

### 2 марта 2022 года
ЕС ввёл санкции против белорусских чиновников, военных, а также определённых отраслей белорусской экономики, включая поставки древесины, калийный сектор и производство стали. Помимо этого Европейская комиссия приостановила все выплаты российским учреждениям, участвующим в исследовательских проектах, финансируемых ЕС, и подготовку соглашений о предоставлении грантов для четырёх проектов в рамках Horizon Europe.
США объявили о введении блокирующих санкций против 22 российских компаний, связанных с оборонным сектором, а также мер экспортного контроля в отношении нефтегазового оборудования.
Коста-Рика известила все свои финансовые организации о необходимости выполнения санкций против контрагентов из России и Беларуси, внесенных в список Управления по контролю за иностранными активами. О выявленных подозрительных операциях или попытках совершения операций необходимо будет сообщать в Подразделение финансовой разведки Коста-риканского института по проблеме наркотиков.
Британская заморская территория Бермудские Острова присоединилась к санкциям Великобритании, подтвердив, что они коснутся примерно 740 самолётов, зарегистрированных в стране и использующихся российскими операторами, а британская заморская территория Гибралтар подтвердила, что присоединяется к санкциям введённым Великобританией и ЕС с момента их принятия.
Центральный банк Ирака «в целях защиты иракской финансовой системы» рекомендовал Правительству Ирака «подождать с заключением каких-либо государственных контрактов с российской стороной и отложить перевод любых финансовых платежей, проходящих через финансовую систему России».
Группа Всемирного банка немедленно прекратила все свои программы в России и Беларуси.
Международная ассоциация пожарных и спасательных служб приостановила всякое сотрудничество и участие с представителями Российской Федерации и Беларуси.
Европейская ассоциация клиринговых палат приостановила российское членство.
Чехия, Болгария, Польша, Румыния и Словакия начали процедуру выхода из Международного банка экономического сотрудничества и Международного инвестиционного банка. Также страны заявили, что будут стремиться помешать институтам советской эпохи, которые считают Россию своим крупнейшим акционером, обойти действие санкций ЕС.

### 3 марта 2022 года
Великобритания ввела санкции против Алишера Усманова и Игоря Шувалова. Также британский Национальный сберегательный фонд занятости приказал своим управляющим фондами продать все существующие российские акции и государственные облигации как можно скорее и обязался их более не покупать.
Албания, Босния и Герцеговина, Исландия, Лихтенштейн, Норвегия, Северная Македония, Украина и Черногория присоединились к санкциям ЕС против России от 28 февраля.
Также к санкциям ЕС присоединилось самоуправляемое государственное образование в составе Королевства Нидерландов Аруба.
ЕС продлил санкции, введённых начиная с 2014 года, частично до 6 марта 2023 года, частично — до 6 сентября 2022 года.
США ввели санкции против Дмитрия Пескова, Алишера Усманова (а также его яхты и самолёта), Николая Токарева (а также его жены, дочери и компаний по управлению недвижимостью), Аркадия Ротенберга (а также его троих детей), Бориса Ротенберга (а также его жены и двоих детей), Евгения Пригожина (а также его жены, двоих детей и трёх компаний), Игоря Шувалова (а также его жены, детей, их компаний и самолёта) и Сергея Чемезова (а также его жены и двоих детей). Санкции предусматривают их исключение из американской финансовой системы, замораживание активов и собственности, возможное уголовное преследование и конфискацию имущества. Также США наложили визовые ограничения на 19 российских олигархов и 47 членов их семей и приближённых. Кроме того, блокирующие санкции за распространение дезинформации были введены против семи российских организаций и 26 лиц, находящихся в России или на Украине и играющих ведущие роли в этих структурах. При этом Минфин США выпустил именную генеральную лицензию, исключающие из-под санкций компании Алишера Усманова.
Япония заморозила активы ВТБ, банка «Открытие», Совкомбанка и Новикомбанка.
Канада лишила Россию и Беларусь «статуса самого желаемого торгового партнёра» по правилам ВТО — они больше не будут получать преимущества, в частности низкие тарифы, которые Канада предлагает другим членам ВТО. В то же время для них тариф будет составлять 35 % на продукцию, которую они экспортируют в Канаду. Кроме того, она обнародовала санкции против 10 ключевых лиц из 2 важных компаний в энергетическом секторе России — «Роснефти» и «Газпрома».
Латвийское агентство инвестиций и развития закрыло внешнеэкономическое представительство в Москве, а также прекратило привлечение инвестиционных проектов из России и Беларуси.
Четыре новозеландских инвестиционных фонда, поддерживаемых правительством — Пенсионный фонд Новой Зеландии, Корпорация по компенсации несчастных случаев, Государственный пенсионный фонд и Национальный резервный фонд, прекратили инвестировать в компании, зарегистрированные в России. Они приняли решение избавиться от бумаг связанных с суверенным долгом Российской Федерации и ценных бумаг большинства российских государственных предприятий.
Карибское сообщество делегировало вопрос введения санкций в отношении России на уровень отдельных государств-членов.
Азиатский банк инфраструктурных инвестиций остановил свою деятельность в России и Беларуси.
Новый банк развития приостановил новые операции в России.
Арктический совет, в котором с мая 2021 года по май 2023 года председательствует Россия, приостановил свою деятельность. Представители участников организации отказались ездить на встречи в Россию.
Совет министров Северных стран прекратил всю совместную деятельность с Россией.
Совет государств Балтийского моря отстранил Россию от дальнейшего участия в работе организации. Также он лишил Беларусь статуса страны-наблюдателя.

### 4 марта 2022 года
К санкциями Великобритании присоединилось коронные земли Гернси, Джерси и Остров Мэн.
Неинкорпорированная организованная территория США Пуэрто-Рико присоединилась к санкциям США — пуэрто-риканские организации должны прекратить любые контракты, инвестиции или активные закупки с российскими организациями и выбирать других подрядчиков и поставщиков. Также были запрещены покупки продуктов питания, ископаемого топлива, нефтепродуктов и любых других источников энергии из России. Кроме того, была запрещена продажа алкогольной продукции российского производства.
Антигуа и Барбуда присоединились к санкциям США и Великобритании
ЕС приостановил сотрудничество с Россией и Беларусью в программах трансграничного сотрудничества Европейского инструмента соседства (ENI CBC) и по программе Interreg для региона Балтийского моря. Общее финансирование ЕС для восьми программ с Россией составляло 178 миллионов евро, а общее финансирование ЕС для двух программ с Беларусью — 257 миллионов евро.
Албания, Босния и Герцеговина, Исландия, Лихтенштейн, Норвегия, Северная Македония и Черногория присоединились к санкциям ЕС против 22 белорусских чиновников и военных от 2 марта. Эти государства вместе с Украиной также присоединились к санкциям ЕС против России от 1 марта.
Швейцария присоединилась к третьему пакету санкций ЕС:
- запрещён экспорт в Россию всех товаров двойного назначения независимо от их конечного использования или конечного потребителя
- запрещён экспорт товаров, способных способствовать военно-техническому развитию России или развитию сектора обороны и безопасности. В этом контексте запрещается также оказывать техническую помощь, посреднические услуги или финансирование
- запрещён экспорт в Россию некоторых товаров и услуг нефтяного сектора
- запрещён экспорт некоторых товаров и технологий, которые могут быть использованы в авиации и космической отрасли. Некоторые услуги, связанные с этими товарами, например страхование, ремонтные работы, обзоры, посреднические услуги и финансовая помощь также запрещены
- предоставление государственного финансирования или финансовой помощи для торговли с Россией или инвестиций в Россию запрещено
- другие ограничительные меры в финансовом секторе касаются ценных бумаг, кредитов и депозитов
- операции с российским Центробанком тоже больше не разрешены
- кроме того, введены санкции в финансовом секторе, принятые ЕС 1 марта, с теми же исключениями. В частности, это касается SWIFT, международной системы обмена сообщениями для финансовых операций

Всемирная федерация бирж исключила Московскую биржу из своего состава.

### 5 марта 2022 года
Сингапур ввёл санкции против России:
- заморозка активов и запрет сделок с ВТБ, ВЭБ.РФ, Промсвязьбанком и «Россией»
- запрет на операции и финансовые услуги в пользу правительства РФ, Банка России и организаций, связанных с ними
- запрет на экспорт в Россию товаров военного назначения, а также электроники и компьютеров
- запрет финансовым учреждениям проводить любые операции с криптовалютами, которые могут позволить российским организациям обходить санкции[107]

Чили отозвало приглашения, которые были направлены российским компаниям для участия в крупнейшей военной и аэрокосмической выставке в Латинской Америке FIDAE.
Швейцария ввела «защитные меры» в отношении Sberbank Switzerland, включая 60-дневную отсрочку обязательств банка по вкладам, а также широкомасштабный запрет на все платежи и операции.
Международный союз железных дорог отстранил российскую и белорусскую железные дороги от участия в организации до возвращения мирной ситуации на Украине.
Международный союз нотариусов приостановил на неопределенный срок членстов российских и белорусских нотариусов и нотариальных палат.
Россию исключили из Координирующей группы развитых стран в рамках Всемирной торговой организации.

### 6 марта 2022 года
Южная Корея ввела санкции против Беларуси. Они аналогичны введённым ранее против России.

### 7 марта 2022 года

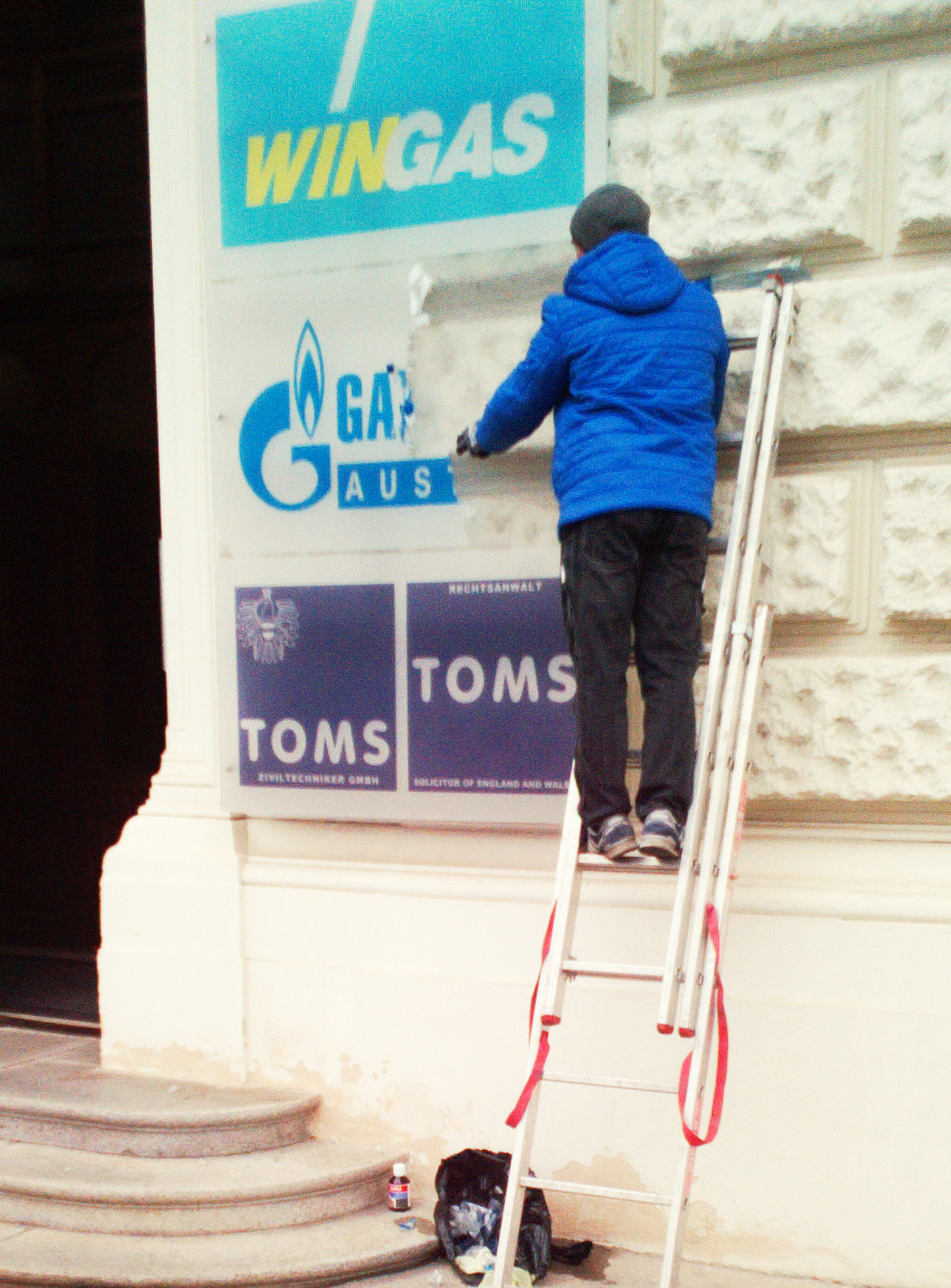
Рабочий снимает вывеску с офиса «Газпрома» в Вене. Австрия, 7 марта 2022 года

Новая Зеландия ввела санкции против 100 россиян, белорусов и украинцев из-за вторжения России на Украину. В числе попавших под санкции — президент России Владимир Путин, министр иностранных дел Сергей Лавров и премьер-министр Михаил Мишустин; белорусские министр обороны Виктор Хренин, государственный секретарь Совета безопасности Александр Вольфович, бизнесмен Александр Зайцев; украинские политики из ПР и ОПЗЖ Владимир Сивкович, Владимир Олейник, Тарас Козак, Олег Волошин. Также Новая Зеландия запретила российским судам заходить в свои порты.
Южная Корея объявила о приостановке операций с ЦБ РФ.
Канада внесла в санкционный список десять россиян: Дмитрия Пескова, министра здравоохранения Михаила Мурашко, сына Николая Патрушева Дмитрия, депутата Госдумы Павла Крашенинникова, телеведущего Владимира Соловьёва, главного редактора RT Маргариту Симоньян, гендиректора Первого канала Константина Эрнста, олигарха Олега Дерипаску, высокопоставленных сотрудников ФСБ Виктора Гаврилова и Дмитрия Иванова. Премьер-министр Канады Джастин Трюдо отметил, что эти имена взяты из списка Навального.
Казначей неинкорпорированной организованной территории Виргинские острова Соединённых Штатов заявил, что он поддерживает вывод государственных казначейских и пенсионных фондов, которые он курирует, из компаний, зарегистрированных в России, «как можно скорее», чтобы оказать дополнительное давление на экономику страны.
Международный союз электросвязи принял решение об исключении российских представителей из списка кандидатов на должности в опытных комиссиях Сектора стандартизации.
Ассоциация европейских энергетических бирж исключила Санкт-Петербургскую международную товарно-сырьевую биржу из своего состава.
Бернский союз приостановил членство России и Беларуси.
Международная федерация кровельщиков исключила Россию из своего состава.
Социалистический интернационал исключил партию «Справедливая Россия — За правду» из своего состава.

### 8 марта 2022 года
Япония внесла в санкционный список 32 российских и белорусских лица, таких как чиновники и олигархи, а также 12 организаций, в том числе связанных с военными компаниями. Им заблокированы активы. Помимо этого она ввела запретит экспорт нефтеперерабатывающего оборудования в Россию и продукции двойного назначения в Беларусь. Также были введены санкции против Минобороны Беларуси и минского военного производителя полупроводников — с 15 марта японским экспортёрам запрещено получать от них платежи.
Австралия ввела целевые финансовые ограничения на Вооружённые силы РФ, а также целевые финансовые санкции и запрет на поездки в отношении ещё 6 высокопоставленных российских военачальников. Также санкции введены против 10 неназванных «российских пропагандистов».
Эстония приостановила регистрацию граждан России и Беларуси в качестве электронных резидентов.
Сент-Китс и Невис присоединились к санкциям США, ЕС и Великобритании.
Лесной попечительский совет запретил торговлю сертифицированной древесиной из России и Беларуси.
EuroGeographics приостановил членство Федеральной службы государственной регистрации, кадастра и картографии и Государственного комитета по имуществу Республики Беларусь, что включает в себя запрет на участие в Генеральной Ассамблее организации, мероприятиях по обмену знаниями, деятельности по сбору данных и программе представительства.

## Расширение третьего пакета
9 марта 2022 года было объявлено о расширении пакета.

### Хронология

#### 9 марта 2022 года
ЕС объявил о расширении 3-го пакета санкций. Оно предусматривает ограничение на поставки в страну технологий для морской навигации и радиокоммуникаций. Ранее введённые финансовые ограничения в отношении РФ распространили на криптовалюты. В список персональных санкций добавили 160 лиц — 146 членов Совета Федерации, голосовавших за ратификацию соглашений с ДНР и ЛНР, и 14 олигархов с членами семей: Андрей Мельниченко (крупнейший российский экспортёр угля «СУЭК», производитель удобрений «Еврохим»), Дмитрий Пумпянский (ТМК, «Синара») с женой Галиной и сыном Александром, Вадим Мошкович («Русагро»), Дмитрий Мазепин («Уралхим»/«Уралкалий») и его сын Никита, Александр Винокуров (президент Marathon Group, крупнейшего акционера ритейлера «Магнит»), Андрей Гурьев (глава «Фосагро»), Михаил Полубояринов (СЕО «Аэрофлота»), Дмитрий Конов (глава «СИБУРа»), Михаил Осеевский (руководитель «Ростелекома»), Владимир Кириенко (глава VK), а также предправления «Роснано» Сергей Куликов. Помимо этого был ограничен доступ к SWIFT трём белорусским банкам — «Белагропромбанку», банку «Дабрабыт», «Банку развития» и их белорусским дочерним компаниям; запрещены транзакции с Центральным банком Беларуси, связанные с управлением резервами или активами и предоставление госфинансирования для торговли или инвестиций в Беларуси; запрещён листинг и услуги в отношении акций белорусских госпредприятий на торговых площадках ЕС с 12 апреля 2022 года; запрещено размещение депозитов более чем в 100 000 евро от граждан или резидентов Беларуси в ЕС, ведение счетов белорусских клиентов центральными депозитариями ценных бумаг и продажа номинированных в евро ценных бумаг белорусским клиентам; запрещён ввоз евро наличными в Беларусь.
Великобритания ввела запрет на страхование и перестрахование связанных с Россией компаний в космической и авиационной отраслях, экспорт других услуг и технологий в этих секторах экономики.
Конституционный суд Российской Федерации исключили из Конференции европейских конституционных судов.
Ассоциация европейских центральных депозитариев прекратила ассоциированное членство России.
Совет Баренцева/Евроарктического региона приостановил деятельность, связанную с Россией в Баренцевом Евроарктическом сотрудничестве.
Организация экономического сотрудничества и развития приняла решение о немедленном приостановлении участия России и Беларуси в структурах ОЭСР.
Всемирный экономический форум прекратил сотрудничество с попавшими под санкции лицами и заморозил все отношения с российскими структурами.
Лондонская ассоциация рынка драгоценных металлов приостановила действие статуса Good Delivery («надёжная поставка») для российских афинажных заводов. Решение касается слитков из золота и серебра. Слитки, произведённые в период, пока у компаний действовал статус Good Delivery, продолжат считаться «надёжной поставкой».

#### 10 марта 2022 года
Великобритания ввела санкции против Романа Абрамовича, Игоря Сечина, Андрея Костина, Николая Токарева, Алексея Миллера, Дмитрия Лебедева и Олега Дерипаски. Санкции предусматривают «полное замораживание активов и запрет на поездки» в Британию, а также запрет британским гражданам и юридическим лицам сотрудничать и совершать сделки с ними.
Япония ввела санкции против трёх белорусских банков — «Белагропромбанка», банка «Дабрабыт», «Банка развития».
ЕС внёс правки и продлил до 15 сентября 2022 года действие санкций против России, принятых начиная с 2014 года.
Банк международных расчётов приостановил доступ Центрального банка России к своим услугам.
Интерпол внедрил усиленные меры надзора и мониторинга в отношении России — запросы больше не смогут направляться непосредственно Россией в страны-члены. Московский офис Интерпола должен направить все свои запросы в Генеральный секретариат для проверки на соответствие Правилам Интерпола.

#### 11 марта 2022 года
Великобритания объявила о замораживании активов и запрете на поездки 386 депутатов российской Государственной думы.
Канада ввела санкции против 5 россиян, включая миллиардера Романа Абрамовича, и 32 организаций и компаний, связанных с российскими военными и службами безопасности, в том числе со службой внешней разведки РФ.
США объявили о новых ограничениях:
- запрет на экспорт, реэкспорт, продажу или поставку, прямо или косвенно, из США или лицом Соединённых Штатов, независимо от расположения, банкнот в долларах США правительству Российской Федерации или любому лицу, которое находится в России[150]
- запрет на импорт алкоголя, непромышленных алмазов и морепродуктов из России и на поставки в Россию предметов роскоши[151]
- запрет американским криптовалютным фирмам на участие в транзакциях с подсанкционными лицами[152]
- санкции против жены и взрослых детей Дмитрия Пескова[153]
- санкции против 12 членов Госдумы, которые руководили усилиями по признанию ДНР и ЛНР[153]: Вячеслава Володина, Геннадия Зюганова и десяти других членов КПРФ — Леонида Калашникова, Владимира Кашина, Юрия Афонина, Евгения Бессонова, Николая Коломейцева, Алексея Куринного, Ивана Мельникова, Дмитрия Новикова, Николая Осадчего и Казбека Тайсаева[154]
- санкции против бывших и действующих членов правления банка ВТБ и управленческой компании банка «Россия» ABR Management: Ольги Дергуновой, Вадима Кулика, Валерия Лукьяненко, Анатолия Печатникова, Наталии Диркс, Максима Кондратенко, Эркины Норовой, Святослава Островского, Дмитрия Пьянова, Юрия Андресова, Юрия Ковальчука[155]
- санкции против четырёх членов правления «Новикомбанка»: Елены Георгиевой, Германа Белоуса, Андрея Сапелина и Дмитрия Вавулина[156]
- санкции против Виктора Вексельберга (наложена блокировка на его яхту и самолёт)[157][158]

Исландия запретила российским судам заходить в свои порты или получать услуги, если они ловят или перерабатывают улов из общих рыбных запасов, в отношении которых исландские власти не согласовали конкретный улов.
Международная ассоциация классификационных обществ исключила Российский морской регистр судоходства из своего состава.

#### 12 марта 2022 года
Багамские Острова запретили деловую деятельность с физлицами и юрлицами, связанными с Россией и Беларусью и находящимися под санкциями США, Канады, Великобритании и ЕС. Организациям, которые имеют лицензию или разрешение на деятельность на Багамах или в пределах Багамских Островов, предписано не участвовать в операциях с ними. По данным Центрального банка Багамских Островов в багамских финансовых учреждениях находятся депозиты на сумму 420 млн долларов и депозитарные или трастовые активы на сумму 2,5 млрд долларов «с конечными бенефициарными собственниками из России или связанными с ней».
Британская заморская территория Бермудские Острова аннулировала лётные сертификаты всех зарегистрированных там самолётов российских авиакомпаний — их около 740. Коронная земля Остров Мэн исключила 8 самолётов с российскими связями из своего реестра.
Албания, Босния и Герцеговина, Исландия, Лихтенштейн, Норвегия, Северная Македония, Украина и Черногория присоединились к санкциям ЕС против Беларуси от 2 марта. Помимо того, эти государства, а также Украина и Молдавия присоединились к продлению санкций ЕС, введённых начиная с 2014 года, от 3 марта частично до 6 марта 2023 года, частично — до 6 сентября 2022 года.

#### 14 марта 2022 года
Австралия внесла в санкционный список 33 российских бизнесмена и члена их семей, в том числе Романа Абрамовича, Алексея Миллера, Дмитрия Лебедева, Сергея Чемезова, Николая Токарева, Игоря Шувалова и Кирилла Дмитриева.
Япония приказала криптобиржам соблюдать санкционные правила — они не будут обрабатывать транзакции, связанные с криптоактивами, подпадающими под санкции по замораживанию активов России и Беларуси.
Израиль заявил, что не станет маршрутом для обхода санкций. Для этого Министерство иностранных дел Израиля координирует свои действия с Банком Израиля, Министерством финансов Израиля, Министерством экономики и промышленности Израиля, Управлением аэропортов Израиля, Министерством национальной инфраструктуры, энергетики и водоснабжения Израиля и другими израильскими структурами. Известно о том, что израильские банки разорвали отношения с российскими банками, находящимися под санкциями, а Банк Израиля заявил, что сделает всё, чтобы российские деньги, находящиеся под санкциями, не переводились в израильские банки. Также израильским банкам было запрещено переводить деньги через российскую платёжную систему «Мир». Была запрещена долгосрочная стоянка частных самолётов, принадлежащих россиянам, находящимся под санкциями США, а также швартовка их яхт в израильских портах. Кроме того, правительственными органами были даны рекомендации израильским компаниям, имеющим коммерческие связи с Россией.
Государственная железнодорожная компания Финляндии VR Group временно прекратила приём грузов, помещённых в вагоны собственности АО «ВТБ Лизинг», АО «ВЭБ-лизинг» и ДРК «ВЕФ.РФ», а также временно прекратила приём грузов от грузоотправителей АО "ОХК «Уралхим», ПАО «Уралкалий», АО «МХК Еврохим», ПАО «Северсталь», ПАО «Тольяттиазот», ООО «Томет» и транспортных средств, принадлежащих этим компаниям.
Самоуправляемое государственное образование в свободной ассоциации с Новой Зеландией Острова Кука заявило, что его территория не будет использоваться в качестве убежища для владельцев судов, которые бегут под флагами других государств в попытке обойти санкции. В то же время было принято решение не лишать флага Островов Кука суда действующих владельцев, подпавших под санкции, «по крайней мере, на данном этапе».
Европейское агентство авиационной безопасности:
- Приняло решение приостановить действие всех выданных им сертификатов, включая сертификаты на продукты, части и приборы, а также сертификаты для организаций и тренировочных устройств для имитации полётов, если владелец сертификата находится либо проживает в России, либо иным образом подпадает под санкции. В числе компаний лишённых сертификатов: «Аэрофлот», S7 Group, «Волга-Днепр», «Уральские авиалинии», «Азур» и другие
- Приостановило действие своих сертификатов пригодности для третьих стран для 43 российских авиаперевозчиков. Самолёты не вправе совершать рейсы без таких сертификатов
- Остановило лицензии у ряда предприятий сферы технического обслуживания авиатехники и на изготовленные в России воздушные суда Sukhoi Superjet 100 и Ту-204
- Временно приостановило приём и рассмотрение заявок на сертификацию, уже поступивших от российских организаций